# Casco (Wisconsin)
Casco é uma vila localizada no estado norte-americano de Wisconsin, no Condado de Kewaunee.

## Demografia
Segundo o censo norte-americano de 2000, a sua população era de 572 habitantes.
Em 2006, foi estimada uma população de 564, um decréscimo de 8 (-1.4%).

## Geografia
De acordo com o United States Census Bureau tem uma área de
1,4 km², dos quais 1,4 km² cobertos por terra e 0,0 km² cobertos por água. Casco localiza-se a aproximadamente 217 m acima do nível do mar.

## Localidades na vizinhança
O diagrama seguinte representa as localidades num raio de 28 km ao redor de Casco.